# Paul Malignaggi
Paul Malignaggi (ur. 23 listopada 1980 w Brooklynie, Nowy Jork) – amerykański bokser pochodzenia włoskiego, były zawodowy mistrz świata organizacji IBF w kategorii junior półśredniej (do 140 funtów). Obecny mistrz świata WBA w kategorii półśredniej (do 147 funtów).

## Kariera zawodowa
Malignaggi jako zawodowiec zadebiutował w lipcu 2001. W ciągu pięciu następnych lat wygrał 21 walk. 10 czerwca 2006 stanął przed szansą zdobycia tytułu mistrza świata organizacji WBO, przegrał jednak na punkty z Miguelem Cotto (w drugiej rundzie Amerykanin leżał na deskach).
Rok 2007 zaczął od zwycięstwa nad Ednerem Cherry. W czerwcu stoczył swój drugi pojedynek mistrzowski – organizacji IBF. Tym razem udało mu się wywalczyć pas mistrzowski, pokonując na punkty Lovemore N’dou. Rok 2008 rozpoczął od zwycięstwa na punkty po wyrównanej walce z Kameruńczykiem Hermanem Ngoudjo. 24 maja 2008 w walce rewanżowej po raz kolejny pokonał na punkty Lovemore N’dou, tym razem po niejednogłośnej decyzji sędziów. Malignaggi przystąpił do walki z wymyślną fryzurą, która jednak mu podczas walki przeszkadzała mu na tyle, że trener w przerwie między ósmą i dziewiątą rundą obciął mu włosy.
We wrześniu 2008 zrezygnował z tytułu mistrza świata IBF, ponieważ wybrał bardziej lukratywną walkę z Rickym Hattonem, zamiast pojedynku rewanżowego z oficjalnym pretendentem do tytułu, Hermanem Ngoudjo. Do walki z Hattonem doszło 11 listopada 2008 roku. Anglik przez cały pojedynek miał znaczną przewagę, a w jedenastej rundzie trener Malignaggiego, Buddy McGirt poddał go rzucając ręcznik na ring.
Malignaggi powrócił na ring w kwietniu 2009 roku, pokonując na punkty Christophera Fernandeza. Jednak w następnej walce, 22 sierpnia 2009 roku, przegrał na punkty z Juanem Díazem. Malignaggi już w pierwszej rundzie w wyniku prawidłowego uderzenia doznał rozcięcia skóry nad lewym okiem. Takiej samej kontuzji doznał w drugiej rundzie Díaz. W rundzie piątej Díaz w wyniku przypadkowego zderzenia głowami doznał drugiego rozcięcia nad tym samym okiem, jednak to on wygrał walkę w stosunku 116-112, 115-113 i 118-110. Werdykt sędziów został przez niektórych komentatorów uznany za kontrowersyjny. 12 grudnia tego samego roku doszło do walki rewanżowej obu pięściarzy. Tym razem lepszy okazał się Malignaggi, wygrywając pojedynek jednogłośnie na punkty. Díaz w dziesiątej rundzie był liczony.
Po pokonaniu Juana Díaza Paulie dostał szansę walki o mistrzostwo świata WBA w wadze junior półśredniej, jego przeciwnikiem był młody i utalentowany Brytyjczyk Amir Khan.
Po dość ciekawym i wyrównanym początku, Khan stopniowo rozbijał pretendenta, aż w końcu sędzia Steve Smoger zdecydował się przerwać pojedynek w jedenastej rundzie.
Po pokonaniu następnych 3 pięściarzy, w tym Jose Miguela Cotto, dostał kolejną szansę walki o mistrzostwo. Jego rywalem w pojedynku o tytuł WBA w wadze półśredniej, był Wjaczesław Senczenko (32-0). Skazany na porażkę Magic Man stopniowo rozbijał Ukraińca wygrywając większość rund, walka została przerwana w dziewiątej rundzie przez sędziego z powodu rozcięć na twarzy Senczenki.
1 sierpnia 2015 w Brooklynie przegrał przez techniczny nokaut w dziewiątej rundzie Dannym Garcíą (31-0, 18 KO).